# Trackball

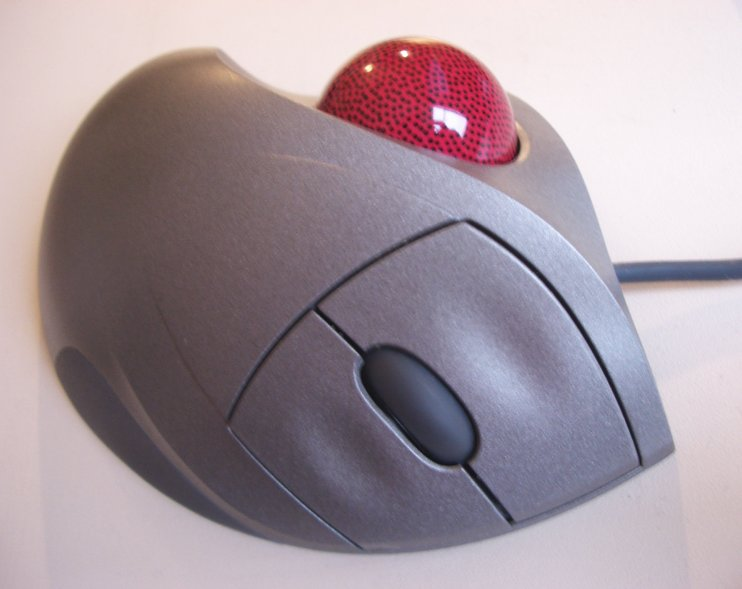
Bola de seguimiento Logitech.

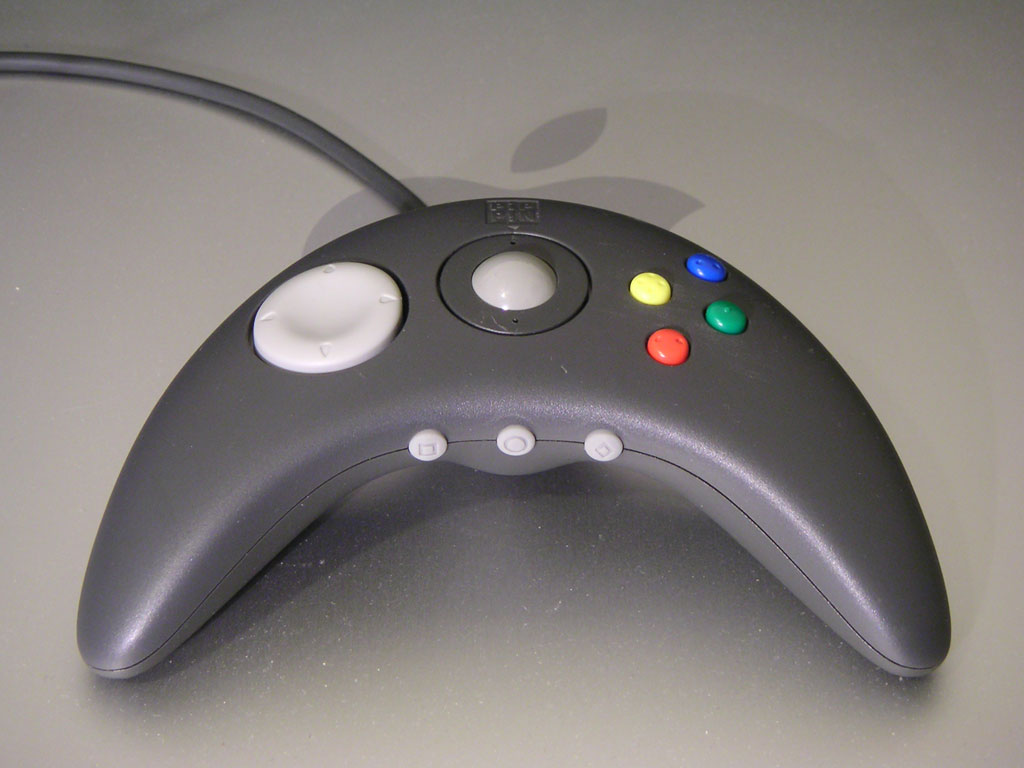
Mando de consola Apple Pippin.

El trackball o bola de seguimiento es el dispositivo apuntador estacionario, compuesto por una bola incrustada en un receptáculo que contiene sensores que detectan la rotación de la bola en dos ejes (como un ratón de computadora de tipo mecánico, boca arriba, con la bola sobresaliendo en la parte superior). Al girar la bola con el pulgar, los dedos, o la palma de la mano, el usuario puede mover el cursor mientras utiliza los demás dedos para controlar otros botones del dispositivo.
En ocasiones estos dispositivos se ajustan al lateral del teclado, y tienen botones integrados con las mismas funciones un ratón convencional.

## Usos y aplicaciones
Las bolas de seguimiento son comunes en las estaciones de trabajo de diseño asistido por computadora, por su facilidad de uso, y con anterioridad al advenimiento del panel táctil, en las computadoras portátiles, porque puede faltar o no existir lugar en el que utilizar un ratón. En ocasiones pueden verse estas bolas en estaciones de trabajo de propósito específico, como las consolas de radar de las salas de control de tráfico aéreo, o el sónar de un barco o un submarino. 
Los trackballs tuvieron un uso limitado para algunos videojuegos, particularmente los primeros juegos arcade. Centipede fue uno de los juegos más famosos que utilizaba este dispositivo apuntador. El primer juego en utilizar un trackball fue el Football de Atari, lanzado en 1978 como máquina recreativa.
Los trackballs de consola de videojuegos, en cambio, son inusuales. La Apple Pippin (también conocida como Bandai Atmark, una videoconsola japonesa) disponía de una bola de forma estándar en su mando, y la Atari 2600 tenía una como periférico de entrada, siendo la palanca de mando el control estándar.
Los trackballs también se utilizan en máquinas de golf, para simular los golpes de los palos, y son el dispositivo apuntador provisto para algunos terminales de acceso público a Internet. A diferencia de un ratón, un trackball no puede ser removido de la terminal donde se encuentra. Por ejemplo, las terminales de navegación por Internet disponibles en algunos locales de McDonalds en el Reino Unido utilizan estos dispositivos, así como las cabinas telefónicas con acceso a Internet de banda ancha de British Telecom.

### Dispositivos de control de juegos
- Controlador de juegos
- Mando
- Palanca de control
- Pistola de luz